# Mária Török
Maria Torok (húngaro: Török Mária; 10 de noviembre de 1925, Budapest – 25 de marzo de 1998, Ciudad de Nueva York) era una psicoanalista francesa, de ascendencia húngara.
Torok es más conocida por sus contribuciones idiosincráticas a la teoría psicoanalítica, desarrollada en el despertar del primer Freud. Mária Török ha hecho avances significativos en el estudio de los problemas patológico ocasionados por las influencias transgeneracionales.

## Vida y carrera
Maria Torok voló fuera de Hungría en 1947 para vivir en París. Ella entonces estudió como psicóloga en la Sorbonne en 1950, antes de conocer a Nicolas Abraham y decidir enfocarse en el análisis. Török se convirtió una analista y miembro de la Sociedad Psicoanalítica de París.
Después de la muerte de Abraham en 1985,  continuó su línea de trabajo en cooperación con el sobrino de Abraham, Nicolas Rand, hasta su muerte en Nueva York en 1998.

## Escritos

### La enfermedad de llorar
En su artículo de 1968 "La Enfermedad de Llorar y la Fantasía del Cuerpo Exquisito", Török volvió a examinar los problemas de la introyección y la incorporación, tal como se presenta en las obras de Sandor Ferenczi y de Melanie Klein. Se distingue que la introyección es un proceso que permite que el ego se enriquezca con los rasgos del placer. Török argumentó que "frente a la impotencia del proceso de introyección (gradual, lento, laborioso, mediado, efectivo), la incorporación es la única opción: rápido, conciso, sin mediación, instantáneo, mágico, a veces alucinatorio".

Török exploró distintas cosas en "rituales del llanto erótico... el contorno de una enfermedad sentimental emergente" algo que hizo ' manifiesto en la carga erótica, a través del cual se confundía a los hombres y las mujeres. Se puso de relieve que "se fijen objetos como representaciones tanto de la pérdida y el deseo sepulcral dolientes", impulsado por "la sensación de un pecado irreparable: el pecado de haber sido sorprendido en el momento de desbordamiento libidinal en el momento menos apropiado, en el momento del dolor y el abandono a la desesperación" .
El resultado era que el llanto era causado por la enfermedad, o el llanto imposible por un ser querido, alimentado por la fantasía de constitución o de identificación secreto con un objeto perdido: una forma "mágica para recuperar el objeto perdido del placer y para compensar la falta de introyección. La inclusión sirve para negar la pérdida, cuando es indescriptible".

### La cripta y el fantasma
Török desarrolló sus ideas en conjunto con los conceptos de la cripta y el fantasma adentro. "El fenómeno del fantasma no resulta del retorno de lo reprimido, pero sí a partir de la inclusión críptica de un Otro, en la cara del cual/cuales la enfermedad de llorar y el trabajo del duelo no han sido capaces de surtir efecto" . El fantasma transgeneracional o "trabajo del fantasma en el inconsciente" se refiere a los efectos de los secretos de familia transmitidos a través de generaciones: "el 'fantasma' es una formación en el inconsciente dinámico que se encuentra allí no por propia represión del sujeto sino en cuenta de una empatía directa con el inconsciente o la materia psíquica reprimida de un objeto parental ... no es en absoluto el producto del sujeto".
Dentro del ego, la cripta representa el entierro de una vergüenza indecible: "cuando uno no puede reconocer un dolor, un trauma y todas las emociones que provoca encontrarse con uno mismo son llevadas dentro de una bóveda. La cripta es el resultado de un vergonzoso secreto. Las criptas solamente se construyen cuando el vergonzoso secreto ha sido la obra del objeto del amor perdido y cuando ese objeto también funciona para el sujeto como un ideal del yo".
Tal represión preservativa entra en vigor a través de una división del yo, produciendo una ' distinción entre "represión constitutiva [es decir, dinámica] aparente de la risa y la represión preservativa".

El resultado es que se producen secretos fantasmales en la familia, tácitos, pero que son indicados mediante el llamado comportamiento críptico, -no verbal, sin hablar-, y a veces mediante su incorporación materialmente en objetos de uso doméstico.

### Trauma
Sus trabajos, ambos redactados solos o con Abraham, se hicieron un sitio renovado en la idea del trauma en la práctica y el pensamiento psicoanalíticos, y desarrolló la idea de criptogramas sugiriendo que anagramas homófonos, rimas, tics y otras palabras -muletillas- y juegos de sonido expresaron "deseos inconscientes censurados lingüísticamente".

### Teoría psicoanalítica
Después de la publicación en 1978 de sus ensayos clínicos recogidos, Török "tiene perfilado un campo nuevo de búsqueda histórica y teórica preocupada con la psicogénesis del psicoanálismo freudiano. El trabajo culmina en el 2000 con las póstumas Cuestiones por Freud.
"Si las teorías de Freud forman la cáscara protectora alrededor de su intuición, al mismo tiempo ocultando y revelando, ¿qué pasa con el núcleo real?". En efecto, es el núcleo que, invisible pero activo, confiere su significado a toda la construcción. Este núcleo es el principio activo de la teoría psicoanalítica y no transparenta a menos que todas las aparentes contradicciones hayan encontrado su explicación. De acuerdo con la continuación del campeonato de Török de Ferenczi saber-a-saber de Freud, consideraba que, de hecho, "Freud lleva una cripta dentro de él... un fantasma metasicológico".

### Visión general
Mária Török estaba comprometida con la idea de un psicoanálisis con un rostro humano. Tomando sus ideas de la creatividad del trabajo pionero de Freud, sin aprobar necesariamente sus errores o justificar sus callejones sin salida, su prioridad fue siempre clínica: la aceptación del ser humano, en todas las luchas y sufrimientos humanos... largamente eclipsada por la cobertura mediática exagerada del fenómeno Lacan. El pensamiento de Mária Törö está ganando terreno poco a poco en toda Europa. Los avances de Mária Török han sido tomados y continuados en Francia por muchos psicoanalistas -entre ellos Judith Dupont, Pascal Hachet, Lucien Melese, Claude Nachin, Jean-Claude Rouchy, Barbro Sylwan, Saverio Tomasella, y Serge Tisseron. Sus obras traducidas al inglés incluyen The Wolf Man's Magic Word: A Cryptonymy  y The Shell and the Kernel: Renewals of Psychoanalysis.
La concepción del psicoanálisis de Nicolas Abraham y Mária Török extiende la posibilidad de las fijaciones psíquicas, algo que reduce la importancia relativa de los conflictos y represiones de la niñez, mientras aumenta la importancia de las experiencias traumáticas, individuales y colectivas, los cuales pueden ocurrir en cualquier edad.

## Lecturas relacionadas
- Barbro Sylwan et Philippe Refabert, Freud, Fliess, Ferenczi (2010)

- Datos: Q602497